# ドリマックス・テレビジョン
株式会社ドリマックス・テレビジョン（英: DREAMAX TELEVISION INC.、通称：ドリマックス）は、かつて存在した日本のテレビ番組制作プロダクション。東京放送ホールディングス (TBSHD) 傘下として、主にTBS系列で放送されるテレビドラマやバラエティ番組を手がけていた。

## 概要
元々は、1964年に松竹専属の映画監督・木下惠介と広告代理店の博報堂、東京放送（現：TBSホールディングス）が共同出資し、木下恵介プロダクション（きのしたけいすけプロダクション、のちの木下プロダクション）を発足したのが始まりである。主に『木下恵介アワー』や『木下恵介・人間の歌シリーズ』など木下が企画・監修を手がけたテレビドラマの制作を中心とした業務を行っていた。
前述の通りTBSグループの制作プロダクションとして、TBSテレビ系列で放送されるテレビドラマやバラエティ番組・情報番組などの制作および制作協力を手掛けているが、TBSテレビなどJNN系列以外の地上波各局（日テレは除く）や、BS放送にも番組を提供しつつ、2000年代中盤からはネットドラマやインフォマーシャルなど様々なメディア分野にも進出していた。前身の木下プロダクションの時代には、TBS発ドラマを制作する際にはほぼ同社スタッフによる制作だったが、ドリマックス時代にはプロデューサーやディレクターなどTBSテレビ側のスタッフが受け持つ作品も増えていた。
2019年1月1日付で、株式会社TBSビジョンなど10社と共に株式会社TBSスパークルへ吸収合併され、ドリマックス・テレビジョンは解散。ドリマックス・テレビジョンが手がけていた業務はTBSスパークルエンタテイメント本部とスポーツアスリート本部が継承した。木下プロダクション時代から会社解散までに制作したテレビドラマ作品は、TBSテレビほか制作放送局の権利が失効した作品に関しては、当初JNN系列外の地方局や独立局などにも番組販売の形で再放送されていたが、基本的にはJNN系列を優先する形での再放送が中心となっている。TBSテレビ運営によるCS放送・TBSチャンネルでも過去に制作したテレビドラマ作品を多く放送している。

## 沿革
- 1964年 - 前身である株式会社木下恵介プロダクション（きのしたけいすけプロダクション）が発足。
- 1979年4月 - 株式会社木下プロダクション（きのしたプロダクション）を設立。木下恵介プロダクションの事業を継承。
- 2002年10月 - 木下プロダクションとVSO吸収合併。
- 2003年7月 - 株式会社ドリマックス・テレビジョンに商号変更、東京放送（現：TBSホールディングス）の連結子会社となる。
- 2019年1月 - 株式会社TBSスパークルへ吸収合併され、ドリマックス・テレビジョンは解散[1]。

## 会社概要

### 役員
- 代表取締役社長：水留章
- 常務取締役：岩原貞雄
- 常務取締役：荒井光明
- 取締役：番敦成
- 取締役：北川雅一
- 取締役(非常勤)：徳井邦夫（株式会社TBSホールディングス グループ経営企画局長）
- 取締役（非常勤）：高橋務（株式会社TBSテレビ　編成局編成部部次長）
- 監査役：箸透（株式会社TBSテレビ　経理局経理部担当局次長）

## 所属スタッフ

### ドラマグループ
プロデューサー
- 荒井光明（常務、演出兼務／VSO⇒同社⇒現：TBSスパークル 取締役兼エンタテインメント本部付）
- 加藤章一（演出兼務／木下プロ⇒同社⇒現：TBSスパークル エンタテインメント本部ドラマ映画部）
- 橘康仁（同社⇒現：Nemeton 代表者）
- 浅野敦也（テレパック⇒同社⇒現：TBSスパークル エンタテインメント本部ドラマ映画部）
- 小板洋司（同社⇒現：TBSスパークル エンタテインメント本部）
- 新井順子（VSO⇒同社⇒現：TBSスパークル エンタテインメント本部ドラマ映画部）
- 佐藤敦司（同社⇒現：TBSスパークル エンタテインメント本部ドラマ映画部）
- 青山貴洋（名古屋東通企画⇒同社⇒現：TBSスパークル エンタテインメント本部ドラマ映画部）
- 大高さえ子（テレパック⇒同社⇒現：TBSスパークル エンタテインメント本部ドラマ映画部）
- 松本桂子（同社⇒現：TBSスパークル エンタテインメント本部ドラマ映画部）

ディレクター
- 酒井聖博（VSO⇒同社⇒現：TBSスパークル 執行役員兼エンタテインメント本部副本部長）
- 山﨑統司（ディレクター／同社⇒現：TBSスパークル エンタテインメント本部）
- 倉貫健二郎（プロデューサー兼務／木下プロ⇒同社⇒現：TBSスパークル エンタテインメント本部ドラマ映画部）
- 松田礼人（木下プロ⇒同社⇒現：TBSスパークル エンタテインメント本部ドラマ映画部）
- 高野英治（木下プロ⇒同社⇒現：TBSスパークル エンタテインメント本部ドラマ映画部）
- 田沢幸治（プロデューサー兼務／木下プロ⇒同社⇒現：TBSスパークル エンタテインメント本部ドラマ映画部）
- 竹村謙太郎（KANOX⇒同社⇒現：TBSスパークル エンタテインメント本部ドラマ映画部）
- 山本剛義（同社⇒現：TBSスパークル エンタテインメント本部ドラマ映画部）
- 森嶋正也（同社⇒現：TBSスパークル エンタテインメント本部番組制作二部 プロデューサー）
- 堀英樹（同社⇒現：TBSスパークル エンタテインメント本部ドラマ映画部）
- 塚原あゆ子（同社⇒現：TBSスパークル エンタテインメント本部ドラマ映画部）
- 福田亮介（同社⇒現：TBSスパークル エンタテインメント本部ドラマ映画部）
- 棚澤孝義（同社⇒現：TBSスパークル エンタテインメント本部ドラマ映画部）

### 情報・バラエティ
プロデューサー
- 田代誠

ディレクター
- 小杉康夫（同社⇒現：TBSスパークル スポーツアスリート本部中継制作部 演出・プロデューサー）
- 十文字岳（同社⇒現：TBSスパークル エンタテインメント本部番組制作二部）
- 菅慶彦（同社⇒現：TBSスパークル エンタテインメント本部番組制作二部）

## 作品

### テレビ番組
（凡例）太字：TBSスパークルへ移管された番組、特記がない限りTBSテレビにて放送。※：スタッフ協力

## 木下プロ・ドリマックス出身の著名人
チーフプロデューサー
- 貴島誠一郎（現：TBSテレビ）

プロデューサー / 演出
- 飯島敏宏（のちにフリー、2021年死去）
- 森田光則（現：オスカープロモーション）
- 松本健（現：スタッフワン、木下恵介プロ⇒木下プロ⇒テレビ朝日）

プロデューサー
- 樋口潮（現：株式会社ゴールドエッグス代表、ドリマックス・テレビジョン⇒モンスター・ナイン代表取締役）

演出
- 楠田泰之（現：フリー、木下プロ⇒アベクカンパニー） ※木下惠介の甥
- 赤羽博（現：フリー、木下プロ⇒アベクカンパニー）
- 黒土三男（脚本家に転向）
- 松原信吾（のちにフリー、2022年死去）
- 川崎郷太（現：フリー）
- 根本実樹（現：フリー）
- 富田勝典（現：アニマ21、VSO⇒）

演出補
- 次屋尚（現：日本テレビ、木下プロ⇒MMJ）

脚本
- 田向正健（2010年死去）